# احمق‌ها و اژدهایان
احمق‌ها و اژدهایان، که همچنین به عنوان گمشده در زمان شناخته می‌شود، قسمت ششم از فصل چهارم و قسمت ۶۶ از مجموعه تلویزیونی انیمیشنی باب‌اسفنجی شلوارمکعبی است.این قسمت توسط تام کنی (صداپیشه باب اسفنجی) کارگردانی و نویسندگی شد و در نیکلودئون در ایالات متحده در تاریخ ۲۰ فوریه ۲۰۰۶ به عنوان اپیزود ویژه تلویزیون پخش شد. این قسمت در ایران با نام «احمق‌ها و اژدها‌ها ها» از شبکه پرشین تون دوبله و پخش شد.

## خلاصه داستان
باب اسفنجی و پاتریک در مسابقات جنگجویان در رستوران لحظه‌های قرون وسطی می‌روند. پادشاه از دو داوطلب دعوت می‌کند که با هم مبازره کند و آنها بدون اینکه بدانند که منظور پادشاه چیست قبول می‌کنند. آنها در مبارزه از ساختمان به بیرون پرت می‌شوند و در زمان سفر می‌کنند و به قرن یازدهم میلادی می‌روند.
گروهی از شوالیهها آنها را محاصره می‌کنند و آنها را به زندان می‌اندازند، آنها با جد اختاپوس، اختاپوسلی دلقک سابق مخصوص شاه مواجه می‌شود، که اورا برای کردن یک شوخی بد که باعث می‌شود پادشاه سکته مغزی شود در سیاهچال می‌اندازند. در نهایت، جد آقای خرچنگ، پادشاه خرچنگ، باب اسفنجی، پاتریک و اسکوئیدلی را به اتاق پادشاهی فرستد. او می‌خواهد آنها را به خاطر توهین به او با یک آهنگ اعدام کند، اما شاهزاده خانم پرل، جد قرن یازدهم پرل، پیشگویی را به یاد پادشاه خرچنگ می‌آورد که دو شوالیه شجاع، که از آسمان می‌افتند، توسط پادشاه فرستاده می‌شوند که جادوگر بدجنس را، که جد پلانکتون پلانگتونیمور است با اژدهای دریایی اش را شکست دهند و موفق می‌شوند. ناگهان شاهزاده خانم، توسط اژدهای پلانگتویمور دزدیده می‌شود. سپس پادشاه به باب اسفنجی و پاتریک می‌گوید که او را نجات دهد. آن دو با خوشحالی با اسکوئیدلی به نجات شاهزاده می‌روند.
جد سندی چیکس، شوالیه تاریکی، راه باب اسفنجی، پاتریک و اسکوئیدلی در نزدیکی برج پلانکتونیمور، سد می‌کند. باب اسفنجی شوالیه را در یک دوئل کاراته شکست می‌دهد و او بیهوش می‌شود اما او را به هوش میاورد. در عوض شوالیه تاریکی آنها را در تلاش خود همراهی می‌کند. آنها به برج می‌رسند که پلانگتونیمور می‌خواهد شاهزاده پرل را در دیگ جوشان بیندازد. باب اسفنجی یک همبرگر خرچنگی به اژدها می‌دهد و می‌خورد و به باب اسفنجی وابسته می‌شود. اژدها پلانگتونیمور را از بین می‌برد و قهرمانان برای جشن گرفتن به شهر می‌روند.
اسکوئیدلی آهنگی در راهپیمایی باب و پاتریک می‌نوازد و باعث می‌شود که مردم برای او چیزهایی پرت کنند یک سنگ به اسب‌های دریایی می‌خورد و اسبان دریایی دوباره تهاجمی می‌شوند، آنها باب اسفنجی و پاتریک را بیهوش می‌کنند و آنها روی زمین فرود می‌آیند. آنها در زمان حال بیدار می‌شوند. باب اسفنجی می‌فهمد که این یک خواب بد بوده‌است، اما واقعیت این است که پاتریک در اسکوئیدلی فرود آمده‌است، و نشان می‌دهد که آنها کاملاً در خواب نبوده‌اند.